# Jizerní Vtelno
Jizerní Vtelno település Csehországban, a Mladá Boleslav-i járásban. Jizerní Vtelno Bezno, Chotětov, Krnsko, Strenice, Hrušov és Písková Lhota településekkel határos. Lakosainak száma 355 fő (2024. január 1.).

## Népesség
A település lakosságának változását az alábbi diagram mutatja:
| Lakosok száma | 571  | 621  | 690  | 520  | 459  | 308  | 351  | 335  | 332  | 355  |
|               | 1869 | 1890 | 1921 | 1950 | 1980 | 2001 | 2017 | 2019 | 2022 | 2024 |